# Jirón Amalia Puga
El jirón Amalia Puga es una calle del centro histórico de Cajamarca, en el Perú. Se extiende de noroeste a sureste a lo largo de 11 cuadras desde la denominada Esquina de la Virgen hasta la plaza Toribio Casanova.

## Recorrido
Se inicia en el punto de confluencia de los jirones Horacio Urtega y Miguel Iglesias, y la prolongación Amalia Puga. En esta intersección se ubican una representación escultórica de la virgen de los Dolores y un puente que atraviesa el río San Lucas.

## Prolongación Amalia Puga
Es una calle que continúa el trazado del jirón Amalia Puga hacia el noroeste. Contiene dos cuadras y se encuentra en el barrio San José. Su trazo es continuado hacia el noroeste por el jirón Puno.

## Galería

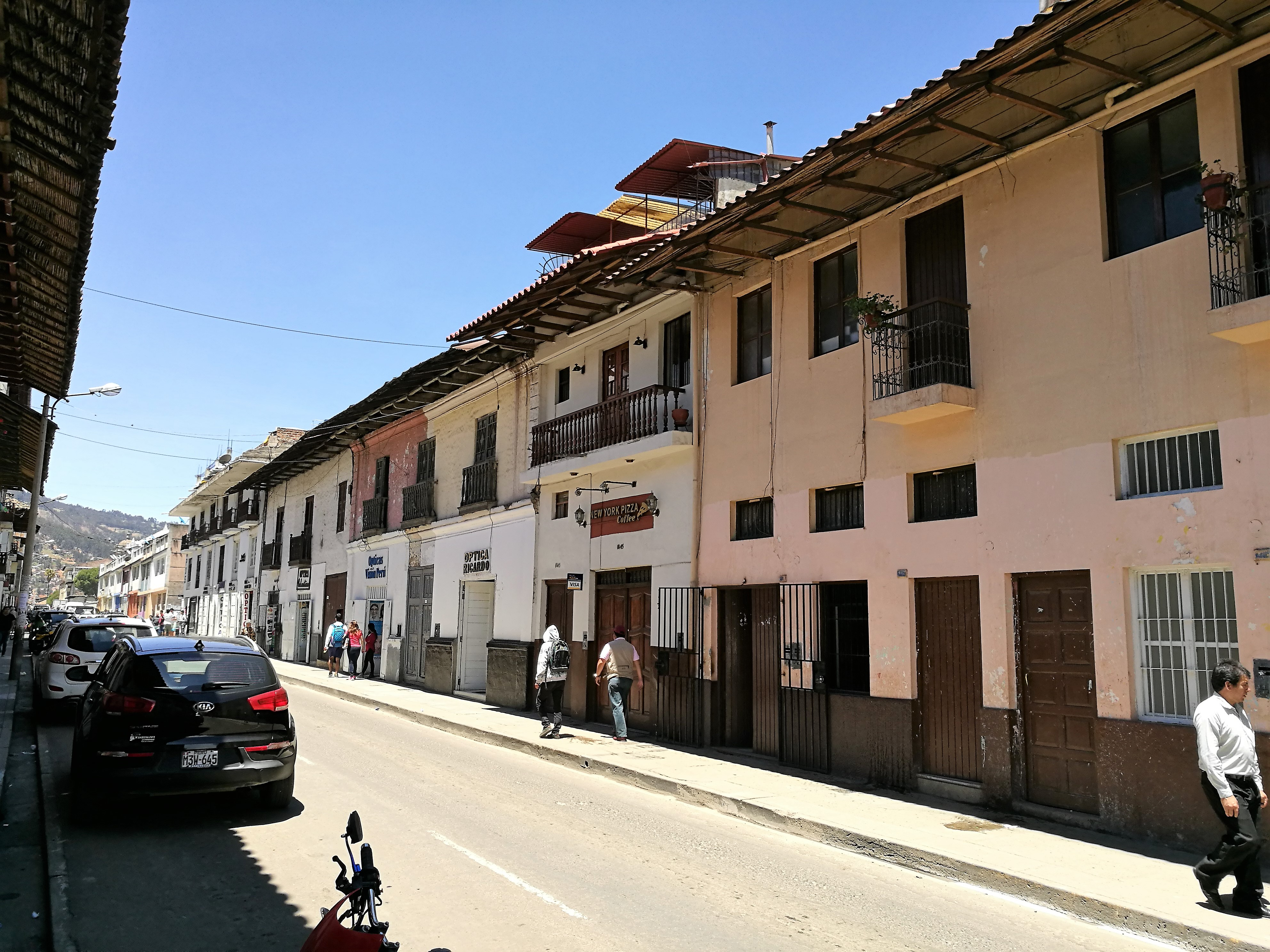
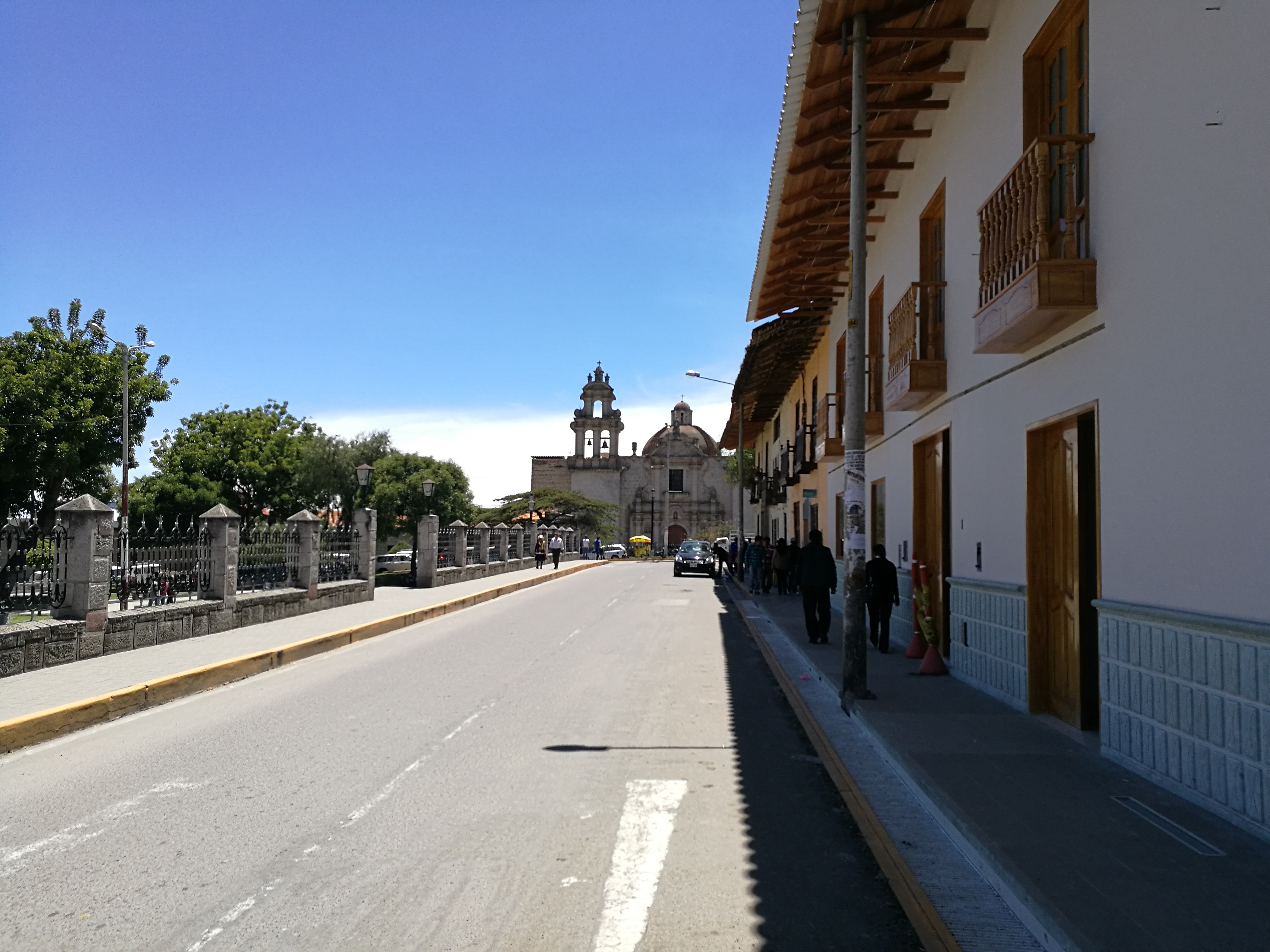